# Tuinspitsmuis
De tuinspitsmuis (Crocidura suaveolens) is een Zuid-Europese en Aziatische spitsmuissoort. De wetenschappelijke naam van de soort werd in 1811 als Sorex suaveolens gepubliceerd door Peter Simon Pallas.

## Veldkenmerken
Met zichtbare oren en witte tanden lijkt hij op de huisspitsmuis, maar is kleiner (kop-romplengte 50 tot 82 mm, gewicht 3 tot 6 gram). Verder heeft de soort een kleinere staart (24-44 mm) en achterpoten (9,8 tot 13,5 mm) dan de huisspitsmuis. De vacht is een grijs-bruine fluwele vacht, waarvan de onderzijde geler is. Op Corsica worden tuinspitsmuizen duidelijk groter, tot 13 gram.

## Voedsel
De tuinspitsmuis leeft van insecten en andere kleine geleedpotigen. Het is een solitaire soort, maar niet zo agressief als roodtandspitsmuizen, en woongebieden kunnen overlappen. Ze markeren hun omgeving met hun buik, waarbij ze hun achterpoten spreiden en de onderzijde over de grond slepen, terwijl ze hun lichaam voorttrekken met hun voorpoten. Hierbij raken de klieren op de zij en in de anale regio de grond.

## Voortplanting
De voortplantingstijd is van maart tot september en een vrouwtje kan 3 tot 4 worpen per jaar krijgen. Na een draagtijd van ongeveer 28 dagen worden 1 tot 6 blinde, naakte jongen geboren. Na 8 dagen houden de jongen al de eerste 'karavanen', waarbij de jongen de staart van hun voorganger grijpen en zo in een lange rij de moeder volgen. Na 10 dagen gaan de oogjes open. Na 22 dagen worden ze gespeend. Jongen kunnen zich al in hun eerste jaar voortplanten en zijn na 45 tot 50 dagen seksueel volwassen. De dieren worden tot 18 maanden oud in het wild, en tot 792 dagen in gevangenschap. Hun belangrijkste vijand zijn waarschijnlijk uilen.

## Verspreiding
Hij komt voor op de Kanaaleilanden, in West-Frankrijk en Noord-Spanje zuidwaarts via Portugal tot Marokko en Algerije, en oostwaarts via Italië, West-Turkije en Zuid-Rusland tot China en Korea. Daar bewoont hij gematigd bosland, heide en steppe, droge varenbosjes, en andere leefgebieden, zolang er genoeg bedekking en een humuslaag is. De populaties uit Corsica, Oost-Europa, Israël en Turkije werden vroeger tot de huisspitsmuis (Crocidura russula) gerekend.
aleksandrisi ·
allex ·
andamanensis ·
ansellorum ·
arabica ·
arispa ·
armenica ·
attenuata ·
attila ·
baileyi ·
baluensis ·
batakorum ·
batesi ·
beatus ·
beccarii ·
bottegi ·
bottegoides ·
brunnea ·
buettikoferi ·
caliginea ·
canariensis ·
caspica ·
cinderella ·
congobelgica ·
crenata ·
crossei ·
cyanea ·
denti ·
desperata ·
dhofarensis ·
dolichura ·
douceti ·
dsinezumi ·
eisentrauti ·
elgonius ·
elongata ·
erica ·
fischeri ·
flavescens ·
floweri ·
foetida ·
foxi ·
fuliginosa ·
fulvastra ·
fumosa ·
fuscomurina ·
glassi ·
gmelini ·
goliath ·
gracilipes ·
grandiceps ·
grandis ·
grassei ·
grayi ·
greenwoodi ·
harenna ·
hildegardeae ·
hilliana ·
hirta ·
hispida ·
horsfieldii ·
hutanis ·
indochinensis ·
jacksoni ·
jenkinsi ·
jouvenetae ·
katinka ·
kegoensis ·
kivuana ·
lamottei ·
lanosa ·
lasiura ·
latona ·
lea ·
lepidura ·
leucodon ·
levicula ·
littoralis ·
longipes ·
lucina ·
ludia ·
luna ·
lusitania ·
macarthuri ·
macmillani ·
macowi ·
malayana ·
manengubae ·
maquassiensis ·
mariquensis ·
maurisca ·
maxi ·
mindorus ·
miya ·
monax ·
monticola ·
montis ·
muricauda ·
musseri ·
mutesae ·
nana ·
nanilla ·
negligens ·
negrina ·
nicobarica ·
nigeriae ·
nigricans ·
nigripes ·
nigrofusca ·
nimbae ·
niobe ·
obscurior ·
olivieri ·
orientalis ·
orii ·
pachyura ·
palawanensis ·
panayensis ·
paradoxura ·
parvipes ·
pasha ·
pergrisea ·
phaeura ·
phuquocensis ·
picea ·
pitmani ·
planiceps ·
poensis ·
polia ·
pullata ·
raineyi ·
ramona ·
rapax ·
religiosa ·
rhoditis ·
roosevelti ·
russula ·
selina ·
serezkyensis ·
shantungensis ·
sibirica ·
sicula ·
silacea ·
smithii ·
sokolovi ·
somalica ·
stenocephala ·
suaveolens ·
susiana ·
tanakae ·
tansaniana ·
tarella ·
tarfayensis ·
telfordi ·
tenuis ·
thalia ·
theresae ·
thomensis ·
trichura ·
turba ·
ultima ·
usambarae ·
viaria ·
virgata ·
voi ·
vorax ·
vosmaeri ·
watasei ·
whitakeri ·
wimmeri ·
wuchihensis ·
xantippe ·
yankariensis ·
zaitsevi ·
zaphiri ·
zarudnyi ·
zimmeri ·
zimmermanni